# Wacław Barański
Wacław Barański (ur. 24 czerwca 1896 w Raciążu, pow. sierpecki, zm. wiosną 1940 w Katyniu) – polski nauczyciel, kapitan rezerwy piechoty Wojska Polskiego, ofiara zbrodni katyńskiej.

## Życiorys
Syn Walentego h. Pobóg i Julianny z Olszewskich. Absolwent seminarium nauczycielskiego w Wymyślinie z 1915. Od 1 lipca 1915 do 30 kwietnia 1916 pracował jako nauczyciel ludowy w szkole w Staroźrebach, pow. płocki. W czasie I wojny światowej, od 1916, walczył jako oficer w armii rosyjskiej. W 1916 ukończył Odeską Szkołę Wojskową w stopniu junkra. W 1917, jako młodszy oficer wstąpił do 249. polskiego zapasowego pułku w Nowogrodzie Wołyńskim. Od 1918 w Wojsku Polskim. W marcu 1919 został przydzielony do 6 pułku strzelców polskich w 48 pułku piechoty Strzelców Kresowych w Stanisławowie. Walczył w wojnie 1920 r. w szeregach 48 pułku piechoty 2 Dywizji Piechoty. W 1920 został ciężko ranny w lewą nogę. W grudniu 1920 mianowany porucznikiem. W 1925 ukończył pięciomiesięczny kurs doszkolenia młodszych oficerów piechoty w Chełmnie. Kapitan ze starszeństwem 1 stycznia 1928. Przeniesiony w stan spoczynku. Przydział mobilizacyjny 48 pp.
W czasie kampanii wrześniowej 1939, po agresji ZSRR na Polskę, w nieznanych okolicznościach dostał się do niewoli sowieckiej i osadzono go w obozie jenieckim w Kozielsku. Wiosną 1940 został zamordowany przez funkcjonariuszy NKWD w Katyniu i tam pogrzebany w bezimiennej mogile zbiorowej, gdzie od 28 lipca 2000 mieści się oficjalnie Polski Cmentarz Wojenny w Katyniu. Figuruje na liście wywózkowej z 1 kwietnia 1940.

### Życie prywatne
Był mężem Janiny z domu Wojtas, z którą mieli córkę Annę (ur. 1933) po mężu Kozielska. Mieszkali w Białej Podlaskiej. Miał trzy siostry: Jadwigę, Salomeę i Reginę oraz trzech braci: Stanisława Teodora, Szymona i Rajmunda.

## Ordery i odznaczenia
- Medal Niepodległości (16 marca 1937)[8]
- Srebrny Krzyż Zasługi (17 marca 1934)[9]
- Medal Pamiątkowy za Wojnę 1918–1921[2]
- Medal Dziesięciolecia Odzyskanej Niepodległości (1928)[4]
- Krzyż Wojenny[2] (Francja, 1922)

## Upamiętnienie
5 października 2007 minister obrony narodowej Aleksander Szczygło mianował go pośmiertnie na stopień majora. Awans został ogłoszony 9 listopada 2007 w Warszawie, w trakcie uroczystości „Katyń Pamiętamy – Uczcijmy Pamięć Bohaterów”.
13 kwietnia 2012, ramach akcji „Katyń... pamiętamy” / „Katyń... Ocalić od zapomnienia”, Wacław Barański został uhonorowany poprzez zasadzenie Dębu Pamięci na terenie Zespołu Szkół w Skępem.